# Bundeszentrum für Asylsuchende
Ein Bundeszentrum für Asylsuchende oder Bundesasylzentrum (BAZ) ist in der Schweiz eine Einrichtung des Bundes zur Betreuung und Versorgung von Asylsuchenden. Die Verfahren in den Zentren sind im Asylgesetz geregelt. Die Zentren werden nach § 24 AsylG vom Bund errichtet und vom Staatssekretariat für Migration (SEM) geführt.

## Situation ab 2014
Die damalige Justizministerin Simonetta Sommaruga und die Kantone einigten sich auf der nationalen Asylkonferenz im März 2014 unter anderem darauf, sechs Asylregionen mit insgesamt 16 Bundeszentren für insgesamt 5000 Personen einzurichten.
Die Bundeszentren befinden sich unter anderem in Zürich-West, Kanton Zürich; in Schwarzenberg, Kanton Luzern, in der ehemaligen Truppenunterkunft Eigenthal; in Bremgarten, Kanton Aargau; in Perreux NE, Kanton Neuenburg, für 250 Personen; in Allschwil, Kanton Basel-Landschaft. In Allschwil gab es temporär bis Ostern 2012 eine temporäre Anlage in Pratteln, während die Asylunterkunft Atlas am Vogesenweg 9 mit ihren 150 Plätzen seit 1. Oktober 2012 zur offiziellen Aussenstelle des Bundesempfangs- und Verfahrenszentrums Basel (EVZ) wurde. Seit Anfang 2016 für bis zu 350 Personen im ehemaligen Zieglerspital in Bern.

## Situation ab März 2019
Nach Inkrafttreten des revidierten Asylgesetzes im März 2019 sollen beschleunigte Asylverfahren umgesetzt werden. Dafür ist eine Unterscheidung vorgesehen in BAZ mit Verfahrensfunktion (BAZmV), BAZ ohne Verfahrensfunktion (BAZoV) und Besondere Zentren (BesoZ) zur Unterbringung von Asylsuchenden, die die öffentliche Ruhe und Ordnung oder den Betrieb des Zentrums stören.
Die beschleunigten Verfahren finden dezentralisiert in sechs Asylregionen statt. Asylsuchende erhalten nunmehr eine unentgeltliche Beratung und Rechtsvertretung. Wer ein Aufenthaltsrecht erhalten hat oder eine maximale Aufenthaltsdauer von 140 Tagen in einem BAZ erreicht hat, wird einem Kanton zugewiesen. (Vor dem März 2019 lag die Maximalaufenthaltsdauer bei 90 Tagen.)
Die Unterbringung in den BAZ darf die Schwelle zum Freiheitsentzug nicht überschreiten. Nach einer Studie des SKMR sind auch relativ lange Einschlusszeiten nicht als Freiheitsbeschränkung zu qualifizieren, wenn der tägliche Ausgang gewährleistet ist und weitere Einschränkungen fehlen.
Im Januar 2020 vergab das SEM das Mandat für die Sicherheitsdienstleistungen in den Bundesasylzentren an private Unternehmen, namentlich an die Protectas AG und die Securitas AG. Infolge wurde bekannt, dass Gewalt gegen Asylsuchende angewendet worden sei. Aufgrund von Recherchen von Rundschau, RTS und WOZ leitete das SEM eine externe Untersuchung ein.
In mehreren Bundesasylzentren wurden ab August 2022 Fälle von Diphtherie festgestellt. Bekannt wurden etwa Fälle aus Bern, Kreuzlingen, Boudry und Altstätten. Im Oktober 2022 stiessen die Bundesasylzentren wegen den vielen Asylsuchenden aus der Ukraine auf ihre derzeitigen Kapazitätsgrenzen, so das Asylsuchende früher als bisher an die Kantone zugewiesen wurden.